# Cedric Van de Putte
Cedric Van de Putte (7 juni 1990) is een Belgische atleet, die gespecialiseerd is in de (middel)lange afstand. Hij veroverde twee Belgische titels.

## Biografie

### Atletiek
Van de Putte werd in 2017 voor het eerste maal Belgisch kampioen op de 5000 m. Begin 2018 veroverde hij ook de indoortitel op de 3000 m.

### Canicross
Van de Putte doet ook aan canicross, een soort veldlopen samen met een hond. Zo werd hij in 2013 wereldkampioen.

### Clubs
Van de Putte was aangesloten bij Racing Gent en Atletiekclub Hamme  en stapte eind 2017 samen met de Yellow Armada, de trainingsgroep van zijn vader en coach Dany Van de Putte, over naar Regio Oost-Brabant Atletiek (ROBA).

## Belgische kampioenschappen
Outdoor
| Onderdeel | Jaar |
| --------- | ---- |
| 5000 m    | 2017 |

Indoor
| Onderdeel | Jaar |
| --------- | ---- |
| 3000 m    | 2018 |

## Persoonlijke records
| Onderdeel | Prestatie | Datum            | Plaats    |
| --------- | --------- | ---------------- | --------- |
| 3000 m    | 8.08,39   | 19 augustus 2017 | Kessel-Lo |
| 5000 m    | 14.22,05  | 28 mei 2016      | Oordegem  |

Indoor
| Onderdeel | Prestatie | Datum            | Plaats |
| --------- | --------- | ---------------- | ------ |
| 3000 m    | 8.25,52   | 20 februari 2016 | Gent   |

## Palmares

### 3000 m
- 2016:  BK indoor AC – 8.25,52
- 2018:  BK indoor AC – 8.27,49

### 5000 m
- 2017:  BK AC – 14.33,24

### 20 km
- 2024:  20 van Alphen – 1:04.44